# رئیس‌جمهور برزیل
رئیس‌جمهور برزیل عالی‌ترین مقام رسمی کشور برزیل می‌باشد که توسط رای عمومی مردم انتخاب می‌شود. رئیس‌جمهور کنونی برزیل لولا داسیلوا می‌باشد که در تاریخ ۱ ژانویه ۲۰۲۳ با ادای سوگند در پارلمان برزیل رسماً کار خود را آغاز کرد. ذکر این نکته جالب است که در برزیل نیز مانند سایر کشورهای آمریکای لاتین، پست ریاست جمهوری ثبات ندارد و حتی در مقاطعی فاقد رئیس جمهوری بوده‌است و با وجود استقلال کامل، به‌صورت نیابتی از سوی پادشاه اسپانیا یا بریتانیا اداره شده‌است.

## روسای جمهور برزیل
- دیودورو دا فونسکا (۱۸۸۹ – ۱۸۹۱)
- فلوریانو پیکسوتو (۱۸۹۱ – ۱۸۹۴)
- پرودنت مورایس (۱۸۹۴ – ۱۸۹۸)
- مانوئل فراز کامپوس سلیز (۱۸۹۸ – ۱۹۰۲)
- فرانسیسکو پائولا رودریگوس آلوز (۱۹۰۲ – ۱۹۰۶)
- آفونسو پنا (۱۹۰۶ – ۱۹۰۹)
- نیلو پکانها (۱۹۰۹–۱۹۱۰)
- هرمس فونسکا (۱۹۱۰–۱۹۱۴)
- ژانیو کوآدروس (۳۱ ژانویه ۱۹۶۱ – ۲۵ اوت ۱۹۶۱)
- ژوزه سارنی (۱۵ مه ۱۹۸۵ – ۱۵ مه ۱۹۹۰)
- ایتامار فرانکو (۲۹ دسامبر ۱۹۹۲ – ۳۱ دسامبر ۱۹۹۴)
- فرناندو هنریک کاردوسو (۱۹۹۵ – ۲۰۰۲)
- لوئیس ایناسیو لولا دا سیلوا (۱ ژانویه ۲۰۰۳ – ۱ ژانویه ۲۰۱۱)
- دیلما روسف (۱ ژانویه ۲۰۱۱ – ۳۱ اوت ۲۰۱۶)
- میشل تمر (۳۱ اوت ۲۰۱۶ – ۳۱ دسامبر ۲۰۱۸)
- ژائیر بولسونارو (۱ ژانویه ۲۰۱۹ – ۳۰ اکتبر ۲۰۲۲)
- لوئیس ایناسیو لولا دا سیلوا (۱ژانویه ۲۰۲۳ _ تاکنون)